# Adele – Az interjú
Az Adele – Az interjú (eredeti címe Adele One Night Only) Adele angol énekesnő televíziós különkiadása. A 88 perces műsort 2021. november 14-én sugározta a CBS csatorna az Egyesült Államokban, illetve párhuzamosan vele a Paramount+ streaming szolgáltatás. Adele addig kiadatlan dalokat ad elő negyedik stúdióalbumáról, a 30-ról (2021), valamint korábbi albumainak anyagát, egy Oprah Winfreyvel készített interjúval egybekötve.
A különkiadás kedvező kritikákat kapott a kritikusoktól, akik dicsérték Adele hangját és előadói képességeit, valamint azt, hogy a Griffith Obszervatóriumot választották helyszínnek, de néhányan kritizálták az interjúrészletet. Ez lett a legnézettebb szórakoztatóipari különkiadás az Egyesült Államokban az Oprah with Meghan and Harry (2021) óta. A különkiadás öt jelölésből öt díjat nyert a 74. Primetime Creative Arts Emmy-díjátadón, egy Directors Guild of America-díjat, és a 65. díjátadón A legjobb zenei filmnek járó Grammy-díjra is jelölték.

## Háttér
Adele 2021. október 13-án jelentette be negyedik stúdióalbumát, a 30-at, és megerősítette, hogy 2021. november 19-én jelenik meg. A bejelentést követő napon jelent meg az Easy on Me című dal az album első kislemezeként. Az albumot népszerűsítő turné kilátásairól , így nyilatkozott: „Ezzel az albummal? Nem, valószínűleg nem. De nagyon szeretnék. Valójában nagyon elszánt voltam a turnézásra, ami számomra egészen furcsa, mert nem szeretek turnézni. [...] Nem lenne helyes, ha idén kiadnék egy albumot, majd 2023-ban turnéznék vele”.
Október 18-án Adele bejelentette, hogy november 14-én Adele One Night Only címmel a CBS csatorna televíziós különkiadásának főszereplője lesz, amelyet a Los Angeles-i koncertje alatt vesznek fel, és a Paramount+ élőben közvetít. A műsorban egy Oprah Winfreyvel készült interjút és az albumról eddig kiadatlan dalok premierjét láthatja a közönség. A különkiadás előzetese november 10-én került adásba, melyben az énekesnő többek között Lizzo, Dwyane Wade és Gabrielle Union előtt lépett fel. Adele így jellemezte: „Nagyon elegánsan fog kinézni, aztán elmondok egy rakás mocskos viccet és stand-upot. Igazi ostorcsapás lesz számukra”. A döntésével kapcsolatban, hogy részt vesz a különkiadásban, Winfrey kijelentette, hogy „senki sem tud jobban meggyőzni az igazsággal, mint Adele”, majd a továbbiakban „nagyon különleges estét” ígért a nézőknek.

## A műsor összefoglalása
A különkiadás két részből állt: a Los Angeles-i Griffith Obszervatóriumban felvett élő koncertből és Adele Winfreyvel készített interjújából, amelyet Winfrey kaliforniai Montecitóban lévő otthonában készítettek. A naplemente és a Hollywood-hegyekre nyíló kilátás előtt Adele a Hello (2015) előadásával nyitotta a műsort. A kamera gyakran váltott a jelenlévő hírességekre, akiket Adele „közeli barátok és vadidegenek keverékének” nevezett. Adele gyakran viccelődött és interakcióba lépett a közönséggel, időnként trágár szavakat használt, amelyeket három másodperces késleltetéssel cenzúráztak. A műsor során egy férfi néző megkérte a párja kezét. Adele elmagyarázta ezt a közönségnek, és arra utasította őket, hogy maradjanak csendben, miközben a férfi a bekötött szemű nőt előre kísérte, és könnyes szemmel megkérte a kezét, majd Adele előadta a Make You Feel My Love című dalt. Adele előadta továbbá az akkor még kiadatlan I Drink Wine, a Hold On és a Love Is a Game című számokat, valamint ott először élőben az Easy on Me-t.
Az interjút egy olyan kertben vették fel, amely emlékeztetett arra, ahol Winfrey az év elején interjút készített Henrik sussexi herceggel és Meghan sussexi hercegnével. A szegmens során Adele-t a neveltetéséről, a fogyásáról, valamint szerelmi életének jelenlegi állásáról kérdezték. Egy fehér kosztümbe volt öltözve, ami eredetileg egy szoknyaruha volt, de Adele kérte, hogy változtassanak rajta. Vanessa Friedman, a The New York Times munkatársa, aki szerint a fehér kosztüm „az egyetlen ruhadarab, amelyet leginkább a nők felszabadulásához és a nők közéleti szerepvállalásához társítanak”, politikai üzenetként értelmezte ezt az öltözéket. Adele beszélt az elhidegült édesapjával való kapcsolatáról, arról, hogy mennyire fontos volt számára, hogy rendezze a vele való kapcsolatát, mielőtt elhunyt, a pillanatról, amikor tudta, hogy a házasságának vége, a Rich Paullal való kapcsolatáról és más személyes témákról.

## Fogadtatás

### Nézettség
Az Egyesült Államokban a különkiadás 9,92 millió nézőt vonzott, és 1,5-ös nézettséget ért el a 18-49 éves felnőttek körében. Az élő és aznapi streaming adatok 1,3 millió nézőt tett hozzá, ami felülmúlta a 2021 áprilisában megrendezett 93. Oscar-díjátadót, és a legnézettebb szórakoztatóipari különkiadássá tette a CBS Oprah with Meghan and Harry (2021) című műsora óta. A különkiadás globális közvetítéseinek nézettsége 2,004 millió Kanadából, 797 000 Hollandiából, 747 000 Ausztráliából, 738 000 Spanyolországból, 568 000 Franciaországból, 140 387 Magyarországról, és 20 000 Svájcból.

### A kritikusok értékelései
Az Adele – Az interjú a Variety munkatársa, Cynthia Littleton szerint kiváló kritikákat kapott. A Metacriticen, amely a mainstream kritikusok értékeléseit egy 100-as skálán mutatja be, a különkiadás átlagosan 69 pontot kapott a 100-ból, ami öt kritika alapján „általában kedvező kritikát” jelent. Caroline Framke, a Variety munkatársa úgy vélte, hogy bár az obszervatórium látványa lenyűgöző volt, a hatást nagyban fokozta Adele énekesi teljesítménye: „Emlékeztette a világot, hogy miért vált ekkora ikonná, a szó legtisztább értelmében, mint ahogy azt a vállalati Twitter-fiókok mostanában használják. Semmiféle beszéd a megpróbáltatásairól vagy a dolgairól nem érhette el azt az érzelmi ütést, amit a tiszta szemű Adele nyújtott, amikor egyszerűen csak elénekelte mindezt”. A Vulture-nak írva Jen Chaney úgy vélte, hogy a hatalmas produkciós érték miatt „fennkölt légkör” uralkodott, és Adele hangja, valamint előadói képessége impozáns volt, és emlékeztette a hallgatókat arra, hogy miért is hiányzott nekik. Mary Siroky, a Consequence munkatársa úgy vélte, hogy az esemény „pompásan megrendezett” volt, és pozitívan nyilatkozott az előadásokról: „A Hello első hangjaitól kezdve világossá vált: Adele nem azért van itt, hogy szórakozzon”.
Lorraine Ali, a Los Angeles Times munkatársa „eseménytelennek és kifejezetten nem túl feltárónak” írta le az interjút, de pozitívan értékelte a műsor alatti lánykérést, és úgy vélte, Adele és fia interakciója jelenítette meg a legnagyobb sebezhetőségét a színpadon. Ed Power a The Telegraph-tól hasonlóan vélekedett, és azt írta, hogy az énekesnő „egy rejtély, aki nem volt hajlandó kibontakozni”, és visszafogta magát az interjú során, de dicsérte az előadásokat és az obszervatóriumot, mint helyszínt. A The A.V. Clubnak írva Lily Moayeri úgy vélte, hogy az interjú és az előadás közötti állandó váltás „túl sok hangulatváltozást követelt meg a nézőktől”, de nagyra értékelte Adele karizmáját és a zenei szegmenst.

## Dallista
1. Hello
2. Easy on Me
3. Skyfall
4. I Drink Wine
5. Someone Like You
6. When We Were Young
7. Make You Feel My Love
8. Hold On
9. Rolling in the Deep
10. Love Is a Game[28]

## Sugárzás
| Ország             | Műsorszolgáltató(k) | Premier            | Alternatív cím                             | Nézettség  | For.          |
| ------------------ | ------------------- | ------------------ | ------------------------------------------ | ---------- | ------------- |
| Egyesült Államok   | CBS                 | 2021. november 14. |                                            | 11 700 000 | [ 15 ] [ 28 ] |
| Egyesült Államok   | Paramount+          | 2021. november 14. |                                            | 11 700 000 | [ 15 ] [ 28 ] |
| Kanada             | Global              | 2021. november 14. |                                            | 2 004 000  | [ 16 ] [ 29 ] |
| Ausztrália         | Seven Network       | 2021. november 21. |                                            | 747 000    | [ 18 ] [ 30 ] |
| Kína               | KuGou TME Live      | 2021. november 21. |                                            |            | [ 31 ]        |
| Dánia              | TV 2 Charlie        | 2021. november 21. | Adele Live Fra Los Angeles                 |            | [ 32 ]        |
| Görögország        | Alpha TV            | 2021. november 21. |                                            |            | [ 33 ]        |
| Hongkong           | Now Studio          | 2021. november 21. |                                            |            | [ 34 ]        |
| Indonézia          | Vidio               | 2021. november 21. |                                            |            | [ 35 ]        |
| Fülöp-szigetek     | Discovery+          | 2021. november 21. |                                            |            | [ 36 ]        |
| Lengyelország      | Polsat Box Go       | 2021. november 21. |                                            |            | [ 37 ]        |
| Szingapúr          | meWATCH             | 2021. november 21. |                                            |            | [ 38 ]        |
| Szlovákia          | TV Doma             | 2021. november 21. |                                            |            | [ 39 ]        |
| Vietnám            | Galaxy Play         | 2021. november 21. |                                            |            | [ 40 ]        |
| Új-Zéland          | TVNZ 2              | 2021. november 22. |                                            |            | [ 41 ] [ 42 ] |
| Hollandia          | NPO 3 (NTR)         | 2021. november 23. |                                            | 797 000    | [ 17 ] [ 43 ] |
| Mexikó             | Canal 5             | 2021. november 26. |                                            |            | [ 44 ]        |
| Norvégia           | NRK1                | 2021. november 26. | En Kveld Med Adele                         |            | [ 45 ]        |
| Belgium · Flandria | Eén                 | 2021. november 27. | Adele - One Night Only Met Oprah Winfrey   |            | [ 46 ]        |
| Spanyolország      | La 1                | 2021. november 27. | Una Noche Con Adele                        | 738 000    | [ 19 ] [ 47 ] |
| Svájc              | SRF zwei            | 2021. november 28. |                                            | 20 000     | [ 22 ] [ 48 ] |
| Dél-Korea          | Wavve               | 2021. november 30. | 원데이 위드 아델                           |            | [ 49 ]        |
| Dél-Korea          | MBC TV              | 2021. november 30. | 원데이 위드 아델                           |            | [ 50 ]        |
| Belgium · Vallónia | Tipik               | 2021. december 3.  |                                            |            | [ 51 ]        |
| Franciaország      | TMC                 | 2021. december 3.  | One Night with Adele: Le Concert Événement | 568 000    | [ 20 ] [ 52 ] |
| Monaco             | TMC                 | 2021. december 3.  | One Night with Adele: Le Concert Événement |            | [ 20 ] [ 52 ] |
| Németország        | Das Erste (MDR)     | 2021. december 4.  | Ein Abend mit Adele                        |            | [ 54 ]        |
| Magyarország       | RTL Klub            | 2021. december 4.  | Adele - Az Interjú                         | 140 387    | [ 21 ]        |
| Fülöp-szigetek     | Myx                 | 2021. december 4.  |                                            |            | [ 55 ]        |
| Oroszország        | Channel One         | 2021. december 18. | Вечер с Адель                              |            | [ 56 ]        |
| Portugália         | RTP2                | 2021. december 18. | Adele - Uma Noite Única                    |            | [ 57 ]        |
| India              | SonyLIV             | 2021. december 24. |                                            |            | [ 58 ]        |
| Feröer             | KvF                 | 2022. augusztus 6. | Adele Live úr Los Angeles                  |            | [ 59 ]        |

## Elismerések
| Díj                                 | Dátum               | Kategória                                                                       | Jelölt(ek) | Eredmény | For.          |
| ----------------------------------- | ------------------- | ------------------------------------------------------------------------------- | --- | -------- | ------------- |
| Directors Guild of America Awards   | 2022. március 12.   | A legjobb rendező – Varieté különkiadás                                         | Paul Dugdale | Elnyerte | [ 60 ] [ 61 ] |
| Primetime Creative Arts Emmy Awards | 2022. szeptember 3. | A legjobb varieté különkiadás (Előre felvett)                                   | Ben Winston, Adele Adkins, Jonathan Dickins, Raj Kapoor, Tara Montgomery and Terry Wood (executive producerek); Rob Paine (co-executive producer) | Elnyerte | [ 62 ] [ 63 ] |
| Primetime Creative Arts Emmy Awards | 2022. szeptember 3. | A legjobb rendező – Varieté különkiadás                                         | Paul Dugdale | Elnyerte | [ 62 ] [ 63 ] |
| Primetime Creative Arts Emmy Awards | 2022. szeptember 3. | A legjobb világítástervezés/világításrendezés varieté különkiadáshoz            | Noah Mitz, Bryan Klunder, Patrick Boozer, Patrick Brazil és Matthew Cotter | Elnyerte | [ 62 ] [ 63 ] |
| Primetime Creative Arts Emmy Awards | 2022. szeptember 3. | A legjobb hangkeverés varietésorozathoz vagy különkiadáshoz                     | Paul Wittman, Tom Elmhirst, Eric Schilling, Josh Morton, Kristian Pedregon, Shane O'Connor és Christian Schrader | Elnyerte | [ 62 ] [ 63 ] |
| Primetime Creative Arts Emmy Awards | 2022. szeptember 3. | A legjobb technikai rendezés, operatőri munka, videovezérlés egy különkiadáshoz | Michael Anderson, Dan Winterburn, Danny Webb, Rob Palmer, David Eastwood, Vincent Foeillet, Allen Merriweather, Bruce Green, Robert Del Russo, Brian Lataille, Keith Dicker, Patrick Gleason, Danny Bonilla, Rob Vuona, Dave Rudd, Keyan Safyari, Freddy Frederick, Gabriel De La Perna, Jofre Rosero, David Carline, Kosta Krstic, Terrance Ho and Joey Lopez | Elnyerte | [ 62 ] [ 63 ] |
| Grammy Awards                       | 2023. február 5.    | A legjobb zenés film                                                            | Adele (előadó); Paul Dugdale (rendező); Raj Kapoor és Ben Winston (producerek) | Jelölve  | [ 64 ]        |

## Fordítás
Ez a szócikk részben vagy egészben  az   Adele One Night Only című angol Wikipédia-szócikk fordításán alapul.  Az eredeti cikk szerkesztőit annak laptörténete sorolja fel. Ez a jelzés csupán a megfogalmazás eredetét és a szerzői jogokat jelzi, nem szolgál a cikkben szereplő információk forrásmegjelöléseként.